# Panzerkampfwagen 35(t)
De LT vz. 35 (Lehký Tank vzor 35- Lichte tank model 1935) was een Tsjecho-Slowaakse lichte tank die tijdens de Tweede Wereldoorlog door Duitsland ingezet werd onder de naam Panzerkampfwagen 35(t) (PzKpfw 35(t)); men sprak kortheidshalve over de Panzer 35.

## Ontwikkeling
In februari 1934 deed Škoda het voorstel tot de bouw van een pantservoertuig dat de capaciteit had vijandelijke tanks te vernietigen. Drie houten modellen werden gepresenteerd, waarvan twee in de vorm van een gemechaniseerd geschut met een 37 of 66 mm kanon. Het derde was een tank met een geschat gewicht van 7,5 ton en een 37 mm kanon, de SU. In de zomer van 1934 werd de eis gesteld dat alleen nog een tank ontworpen mocht worden met een maximumgewicht van 15 ton.
In oktober werd er een nieuw houten model van een zwaardere tank gepresenteerd, de S-ll-a, een afkorting voor "Škoda Lichte Cavalerietank". Acht maanden later, in juni 1935, waren de twee prototypen klaar. Op 30 oktober 1935 werd er een voorlopige bestelling gedaan van 160 stuks met de naam LT vz35 ("Lichte Tank model 35") voor een prijs van 524.984 kronen per stuk. Omdat de politieke situatie zo dreigend was, werd afgezien van een uitgebreide beproeving. Toen vanaf juli 1936 de eerste vijf serievoertuigen werden getest, bleek echter dat het type zeer onbetrouwbaar was en maar 17 km/u haalde in plaats van de geplande 34.
De Tsjecho-Slowaakse regering beval dat het type voor de helft ook door de andere Tsjechische tankproducent, ČKD, gebouwd moest worden. Dit leverde extra vertraging op omdat de 657 wijzigingen die aan het oorspronkelijk ontwerp werden aangebracht ook nog eens met de andere fabriek gecoördineerd moesten worden. Het eerste voorserievoertuig werd door ČKD pas op 3 oktober 1936 geleverd; het eerste productievoertuig eerst op 13 februari 1937. Nadat de tachtig voertuigen door ČKD waren afgeleverd, besloot die fabriek van verdere productie van het type af te zien. De tweede bestelling van 103 voertuigen in november 1937 was dus geheel voor Škoda, evenals de derde van 35 stuks uit 1938. De totale productie voor Tsjecho-Slowakije bedroeg dus 298 stuks.

## Export
Škoda deed zijn best het type te exporteren. De Sovjet-Unie werd een aanbod gedaan dat echter afgewezen werd; eind 1938 waren er plannen voor samenwerking met het Verenigd Koninkrijk die echter uiteindelijk niet leidden tot een daadwerkelijke verzending van een exemplaar. In augustus 1936 werden 126 stuks door Roemenië besteld, met als aanduiding Škoda R-2; deze werden geleverd vanaf mei 1937. In 1938 werden tien voertuigen door Afghanistan besteld; deze tien, de laatste die gebouwd werden, zijn echter in 1939 aan Bulgarije geleverd. De totale productie kwam hiermee op 434.

## Beschrijving
De LT vz35 had een conventioneel ontwerp zoals de meeste tanks van eind jaren dertig, met lichte bepantsering en een koepel groot genoeg voor twee man, de motor en aandrijving zaten beide achteraan. Het hoofdwapen was een Škoda vz 34 37.2 mm kanon dat bediend werd door de tankcommandant en waarvoor 72 granaten aan boord opgeslagen konden worden. Eén tot twee 7,92mm machinegeweren model MG 37 waren ook gemonteerd en daarvoor waren 1800 7,92 mm patronen beschikbaar in de tank. Naast de commandant was er bij de Duitse indeling links een tweede man in de koepel die zorgde voor het laden van het kanon. In het voorcompartiment van de tank zat rechts de chauffeur en links de man die aan een machinegeweer (dat alleen naar voren kon schieten) zat, maar tegelijkertijd als radio-seiner functioneerde.
De Škoda vier/zes-cilinder motor produceerde 120 paardenkrachten, en werd door middel van zes versnellingen aan de achterzijde aangedreven. Zowel de koppeling/versnelling als het sturen werden machinaal bekrachtigd door luchtdruk, hierdoor werd veel last ontnomen voor de bestuurder, maar dit bleek tevens een probleem op te leveren tijdens de extreem koude weerssituaties van het oostfront. De ophanging maakte gebruik van bladveren en was een ontwerp van de Franse ingenieur Eugène Brillié, die hem wat later ook zou toepassen in de Franse SOMUA S35; het systeem was onbetrouwbaar en erg onderhoudsgevoelig. Pas in de loop van 1938 werd na vele wijzigingen een enigszins tevredenstellende inzetbaarheid bereikt; op 1 december 1936 had het leger nog besloten het type niet te accepteren.

### Types geproduceerd
- S-ll-a - Origineel productietype
- LT vz35 (LT vz. 35) - basis Tsjecho-Slowaaks ontwerp (37 mm A-3 kanon)
- T-11 - exportvariant met het betere 37 mm A-7 kanon, waarvan er tien geleverd zijn aan Bulgarije in 1939
- Panzerkampfwagen 35(t) - Duitse benaming voor de LT-35
- Panzerbefehlswagen 35(t) - Duitse commando-tankvariant waar tot er negen omgebouwd zijn
- Mörserzugmittel 35(t) - Duitse mortiertractor
- R2 - Roemeense versie van de LT-35
- TACAM R-2 - Roemeense antitank op het chassis van de R-2 (LT-35) met een 76 mm kanon
- T21 - Groter prototype, geproduceerd in Hongarije als Turan

## Operationele geschiedenis

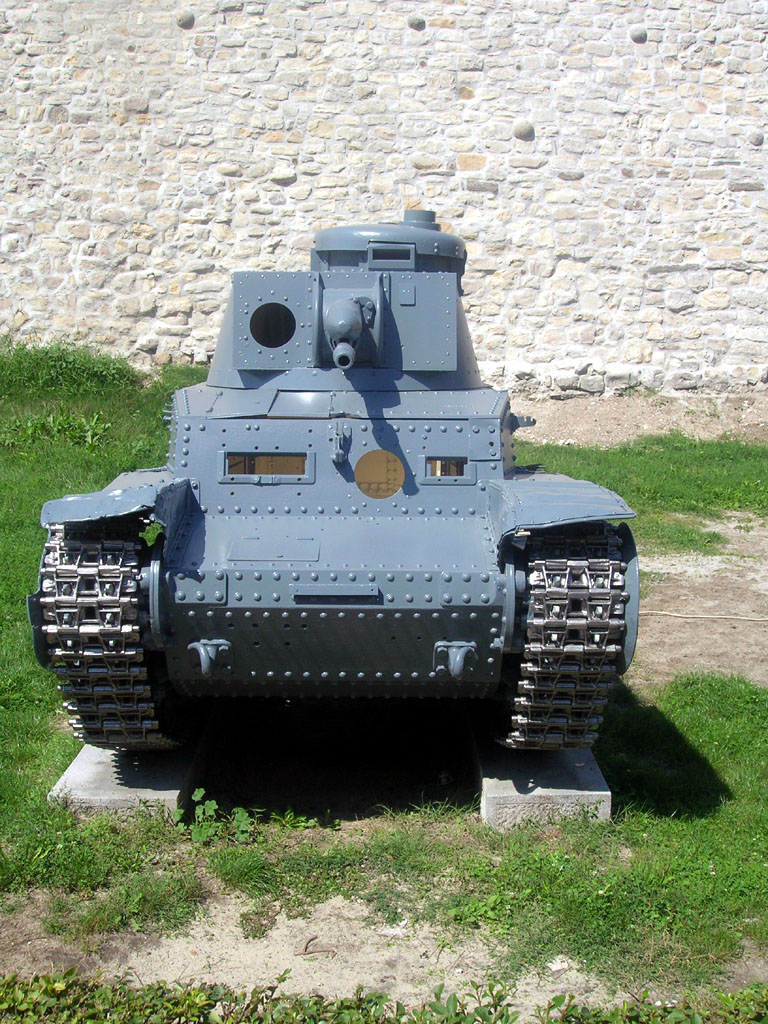
Een Panzer 35(t)

De LT vz.35 tanks werden gebruikt door het Tsjecho-Slowaakse leger van 1937 tot 1939.
In maart 1939 werden van de 298 voertuigen 219 tanks door de Duitse bezetter overgenomen; 79 voertuigen bleven bij Slowakije. De tanks kregen in Duitse dienst eerst de aanduiding LTM 35 en werden vanaf 5 juni 1939 door het Wapen van de Cavalerie gebruikt. In oktober gingen ze over naar de Panzertruppe en kregen daar op 16 januari 1940 de naam Panzerkampfwagen 35 (t). De letter (t) stond voor tschechisch om te laten zien in welk land de Beutepanzer "gestolen" was. De materieelstaten laten zien dat het feitelijke aantal tanks dat in de slagorde werd opgenomen 202 bedroeg. De tanks werden gebruikt voor de kern van de 1e Leichte Division (van de Cavalerie) die later hernoemd werd tot de 6e Pantserdivisie, welke ze operationeel inzette bij de veldslagen in Polen (1939): 112 tanks, Frankrijk (1940): 118 tanks en de Sovjet-Unie (1941): 155 tanks. Omdat er geen verdere productie was, nam het aantal beschikbare tanks gestaag af. In Polen gingen zeven tanks verloren; in Frankrijk 62. Deze werden echter gedeeltelijk herbouwd. In het voorjaar van 1940 werden 52 tanks aan de reserves onttrokken voor levering na herbouw aan Bulgarije; dit aantal werd gehalveerd toen bleek hoe zwaar de slijtage door de Franse veldtocht geweest was. In juni 1941 waren 170 tanks beschikbaar. Tijdens Operatie Barbarossa bleek hoezeer de tank faalde tijdens koud weer en dat bepantsering en vuurkracht tekortschoten. Dit resulteerde erin dat versleten tanks van het front werden weggehaald. De voertuigen werden al eerder zelfs volledig uit de centrale materieelstaten geschrapt omdat er geen reserveonderdelen meer waren, zodat geen exacte gegevens beschikbaar zijn vanaf de zomer van 1941. Tot 10 september waren er volgens de divisie 47 verloren gegaan; tot 31 oktober tachtig. Eind november waren alle overblijvende PzKpfw 35(t)'s uitgevallen. Tot eind 1941 werden nog acht tanks door de fabriek herbouwd; daarna werd besloten voor Duitsland geen verdere herbouw als gevechtstank meer uit te voeren, maar de herstelcapaciteit in te zetten voor de ondersteuning van de bondgenoten die het type nog wel gebruikten. In augustus 1942 werden 26 voertuigen doorgeleverd aan Roemenië. Een klein aantal voertuigen, vermoedelijk 49, werd, zonder toren, verbouwd tot artillerietrekker, de Artillerie-Schlepper 35(t). Er waren nog 38 torens beschikbaar en deze werden ingebouwd in fortificaties.
Het Slowaakse leger gebruikte 79 tanks in de 3e Snelle Divisie. Bulgarije gebruikte 26 tanks met het A-3 kanon en tien tanks, van het type T-11, met het betere A-7 kanon en versterkt pantser. Roemenië kocht 126 tanks met een iets afwijkende toren. De meeste van deze voertuigen gingen verloren in november 1942 toen tijdens Operatie Uranus het 1e Koninklijke Tankregiment door de Sovjets nabij Stalingrad verpletterd werd. Van de overblijvende en de 26 overgehevelde Duitse exemplaren werden er twintig in 1944 omgebouwd tot TACAM R-2 antitankvoertuigen met een 76,2 mm kanon, gemechaniseerd geschut.